# Gil Rodin
Gil Rodin (* 9. Dezember 1906 im Russischen Kaiserreich; † 10. Juni 1974 in Palm Springs (Kalifornien)) war ein US-amerikanischer Jazz-Saxophonist, Songwriter und Musikproduzent.

## Leben und Wirken
Rodin wanderte mit seiner Familie in die Vereinigten Staaten aus und lernte in seiner Jugend Saxophon, Klarinette, Flöte und Trompete. Mitte der 1920er Jahre spielte er in Chicago bei Art Kahn, zog dann nach Kalifornien und spielte bei Harry Bastin, bevor er 1927 Mitglied des Ben Pollack Orchester wurde und bis 1934 in dessen Band blieb. Daneben arbeitete er als Studiomusiker (u. a. mit Pee Wee Russell) und spielte in Red Nichols’ Radioband. Unter eigenem Namen entstanden 1930/31 seine ersten Aufnahmen, vier Stücke mit Jack Teagarden als Vokalist, sowie Eddie Miller und Benny Goodman als mitwirkenden Musiker. 1935 erfolgten Schallplattenaufnahmen und es erschienen einige Platten als Gil Rodin & His Orchestra in Lizenz auf verschiedenen Budget-Labels der American Record Corporation wie Oriole und Banner sowie Melotone und Perfect, darunter der populäre Tagesschlager What's the Reason (I'm not Pleasin' You)?.
Nach Auflösung der Pollack-Band 1934 arbeitete Rodin mit weiteren Musikern dieser Gruppe, bevor sie Bob Crosby in sein eigenes Ensemble eingliederte; Rodin blieb bis 1942 bei Crosby, wo er als Leiter des Ensembles und Manager fungierte, und wurde dann zum Militärdienst eingezogen. Bei der Army spielte er in einer Artillery Band; nach seiner Entlassung wirkte er 1944/45 bei Ray Bauduc und erneut bei Bob Crosby.
In seiner weiteren Karriere arbeitete Rodin als Produzent beim Radio und Fernsehen, u. a. mit Bill Cosby. Er produzierte auch die Filmmusik zu American Graffiti und Der Clou.